# مسجد نصرتیه
مسجد نصرتیه (ترکی استانبولی: Nusretiye Camii) یک مسجد واقع در محله توپخانه از منطقه بی‌اوغلو، استانبول است که معماری آن تحت تأثیر عناصر اسلامی می باشد، سبک باروک را حفظ کرده و آن را منحصر به شهر می‌کند. این مسجد طی امپراتوری عثمانی در سال ۱۸۲۳-۱۸۲۶ توسط سلطان محمود دوم ساخته شده است.

## نگارخانه

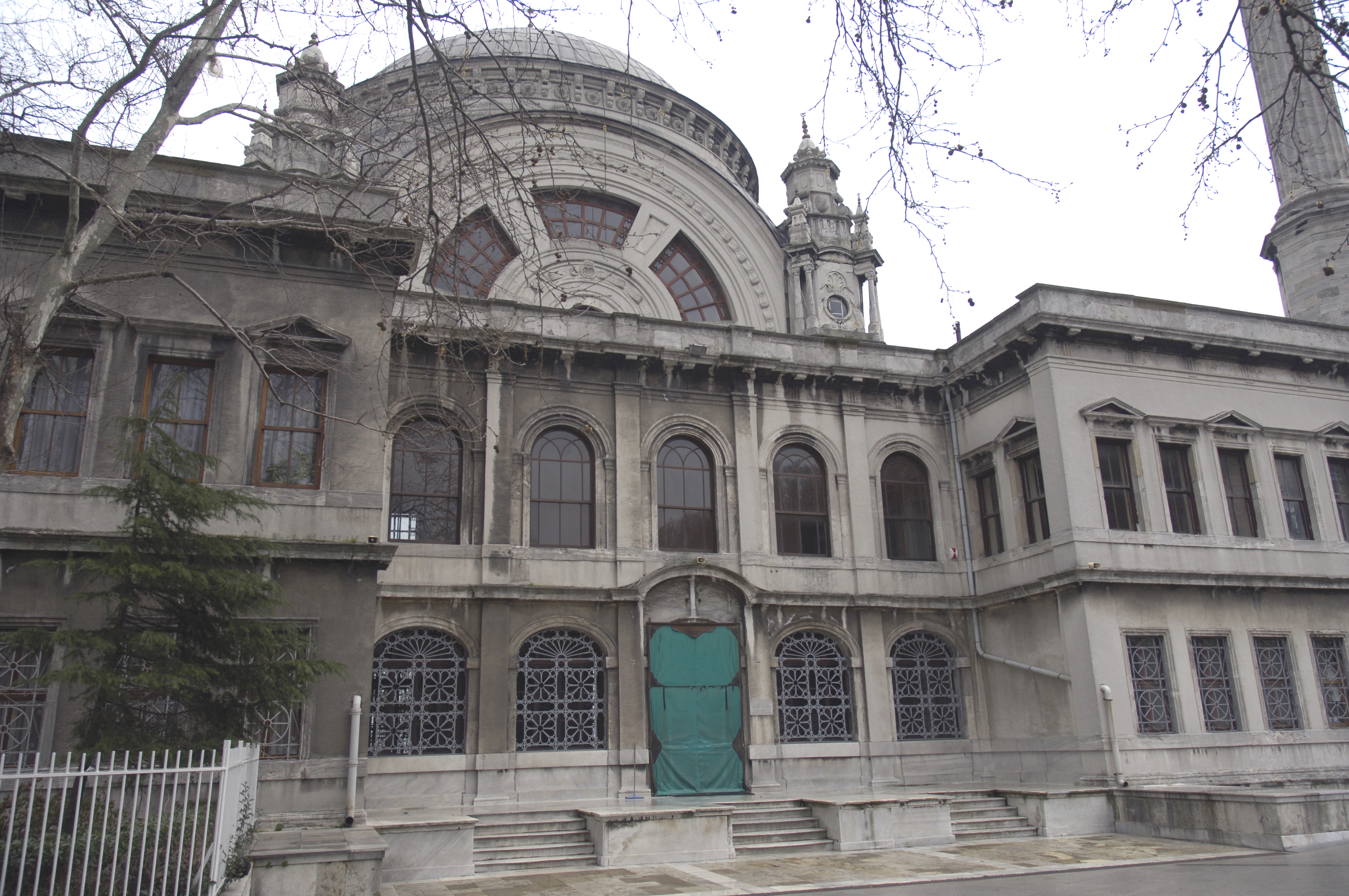
Nusretiye mosque front
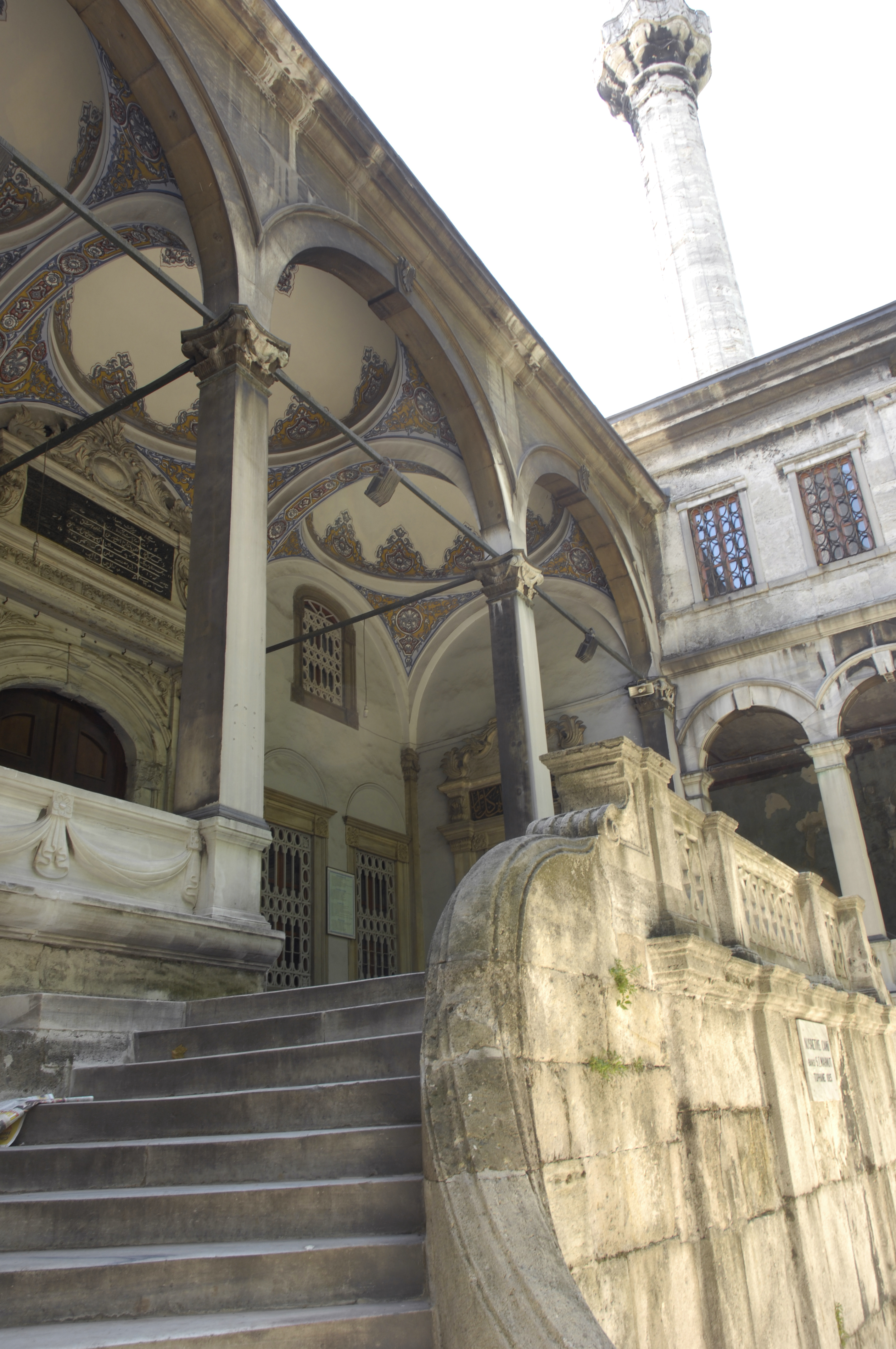
Nusretiye mosque stairs to entrance
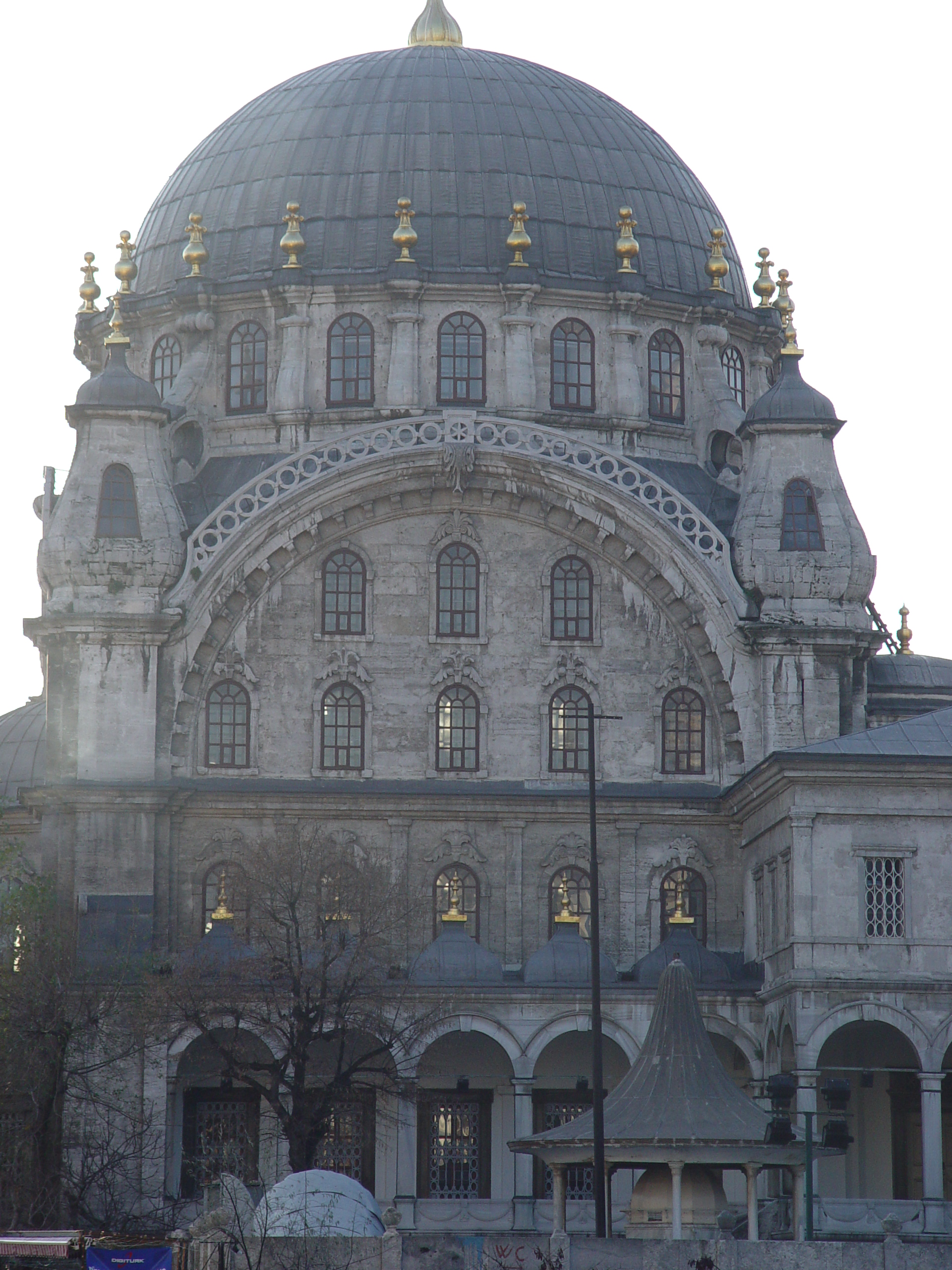
Nusretiye mosque dome from outside
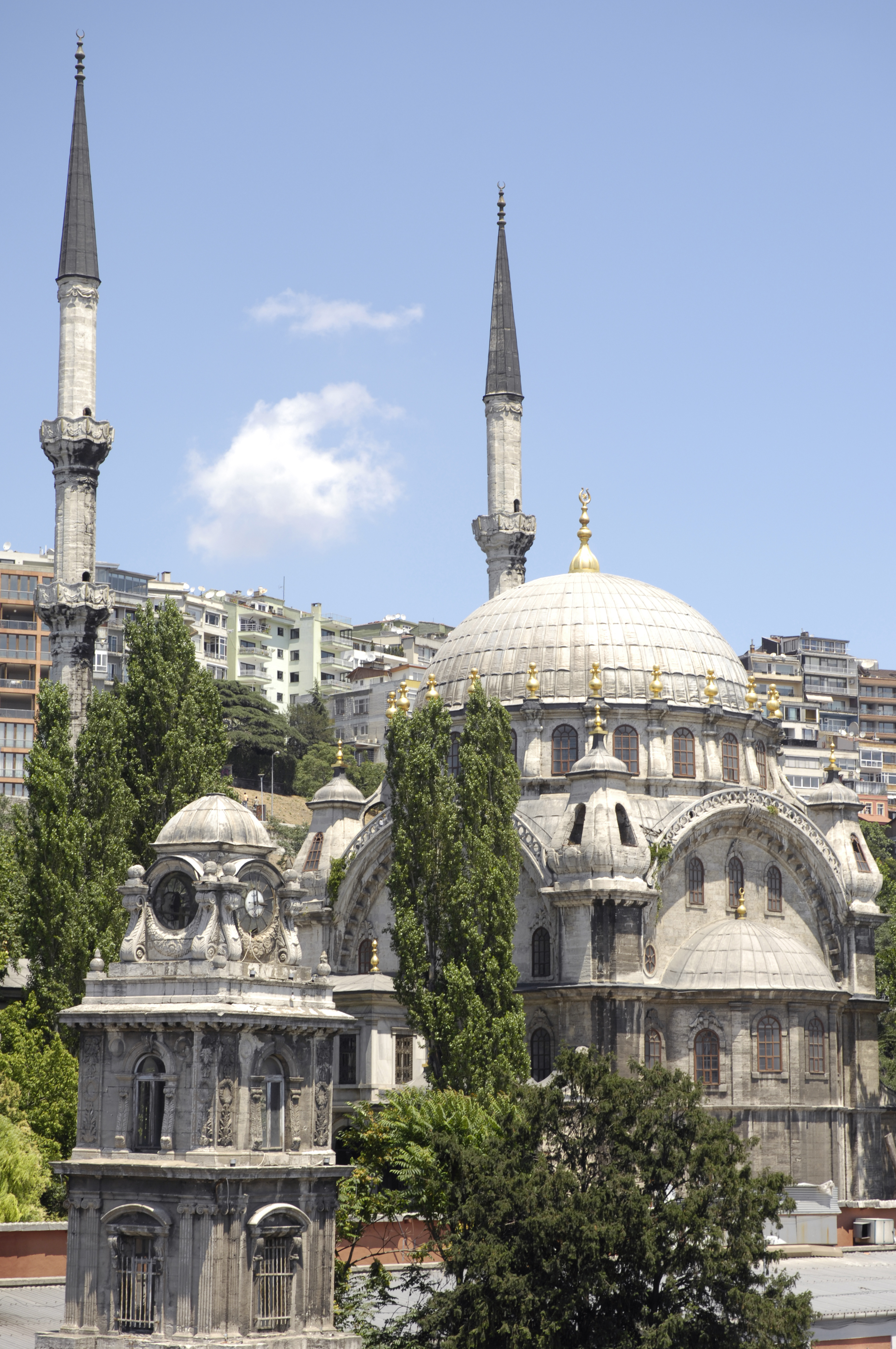
Nusretiye mosque seen from (then) Istanbul Modern museum
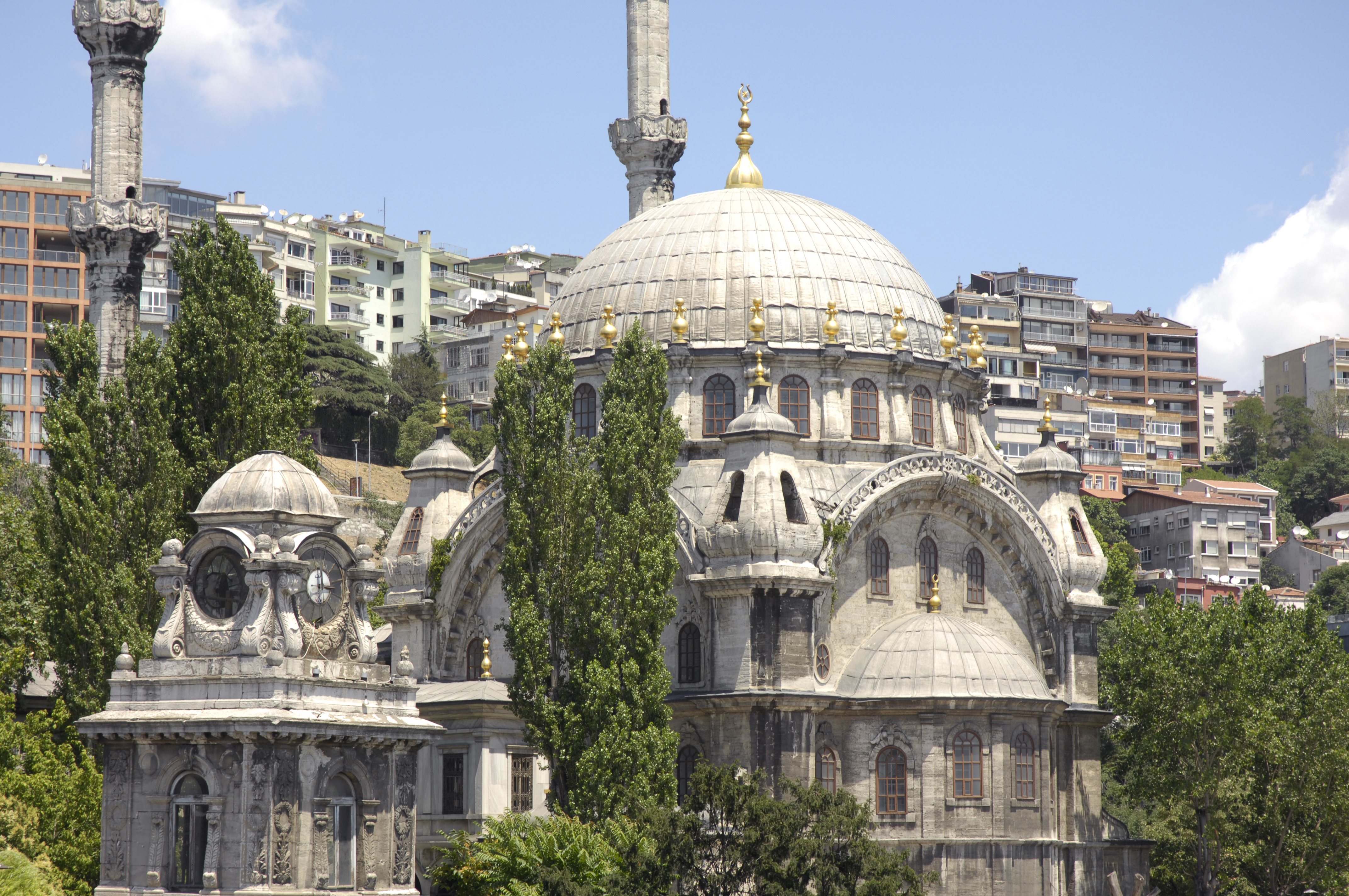
Nusretiye mosque seen from (then) Istanbul Modern museum
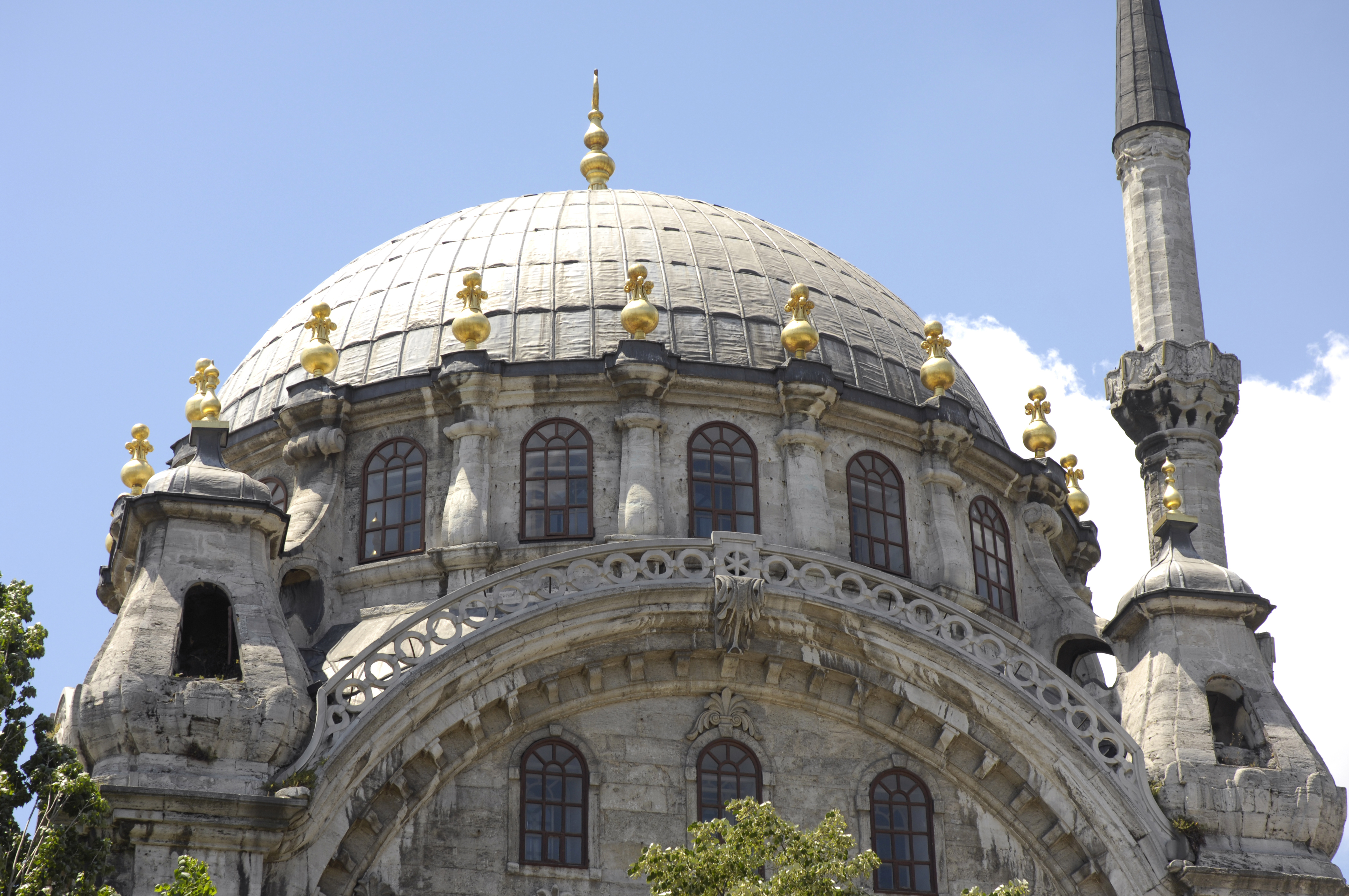
Nusretiye mosque detail dome outside
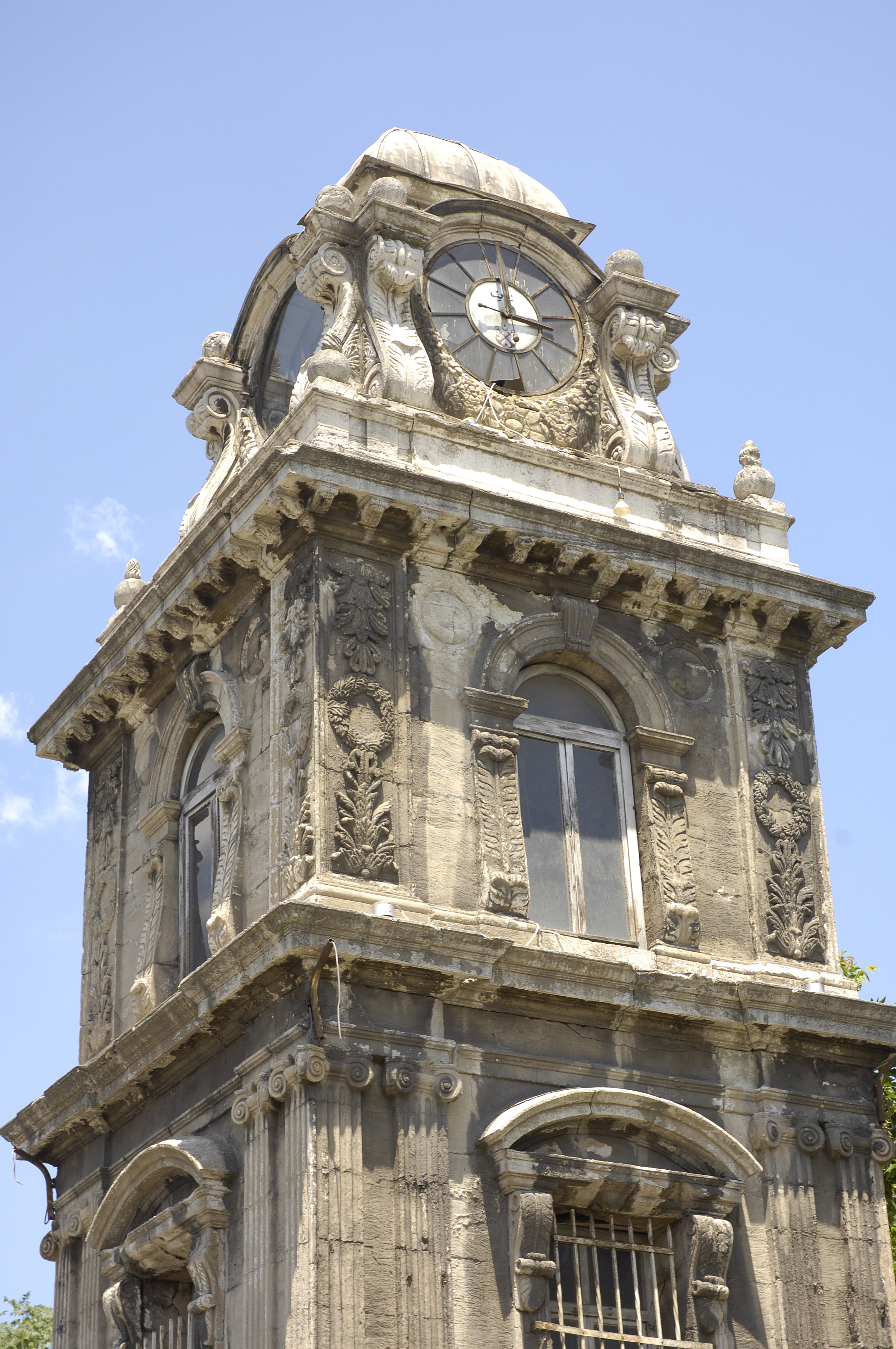
Nusretiye mosque clock tower
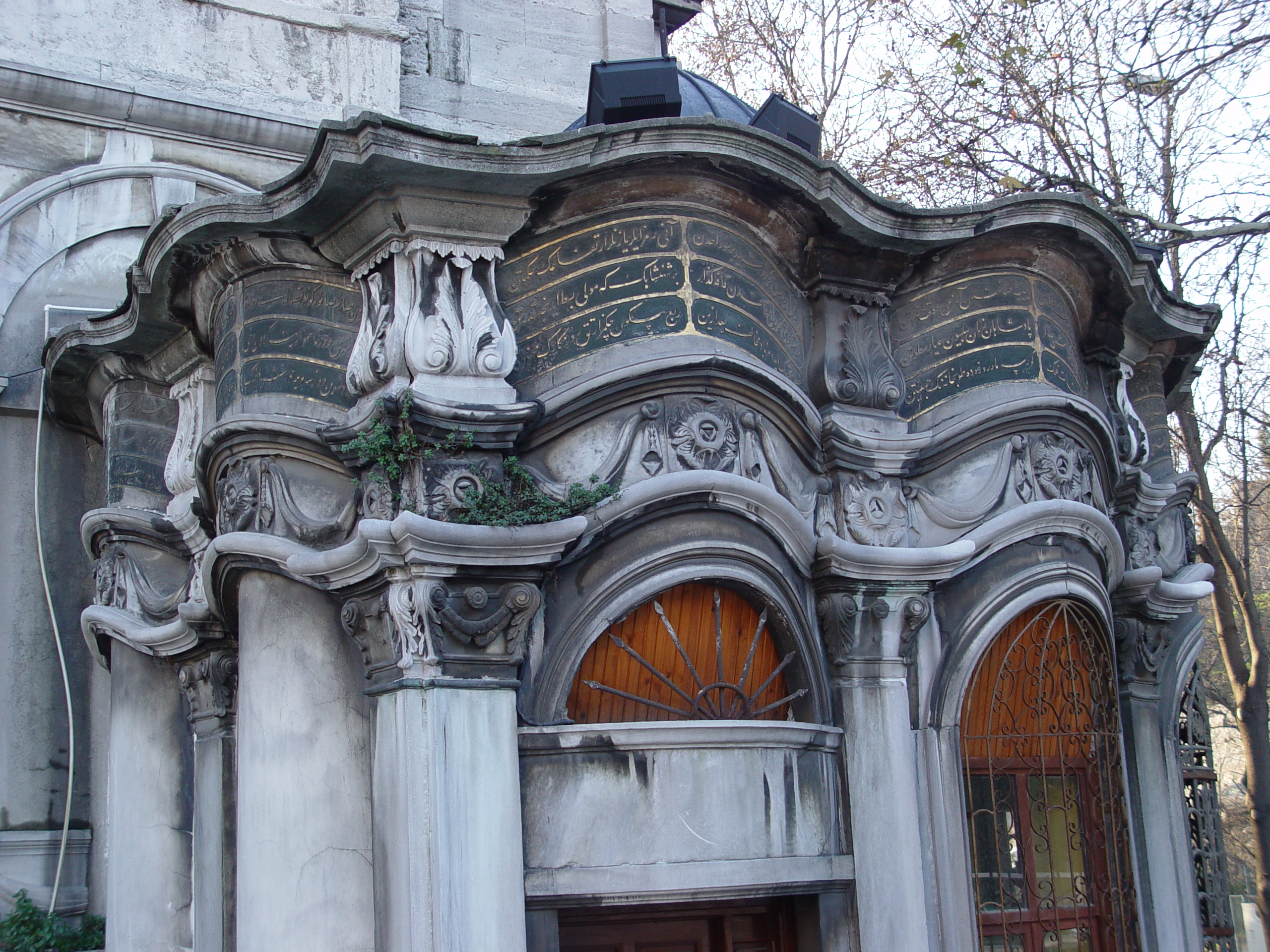
Nusretiye mosque detail exterior
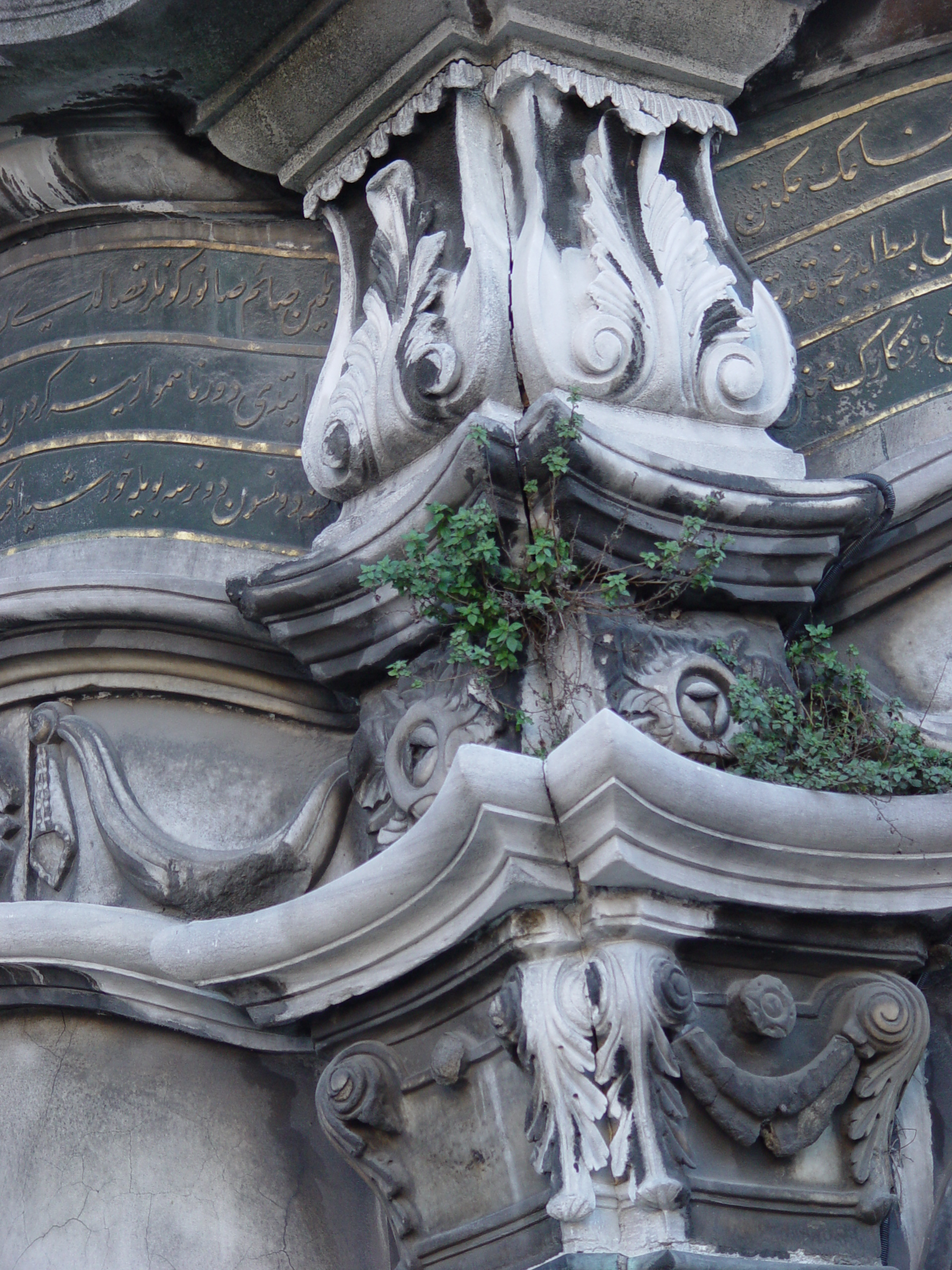
Nusretiye mosque detail exterior
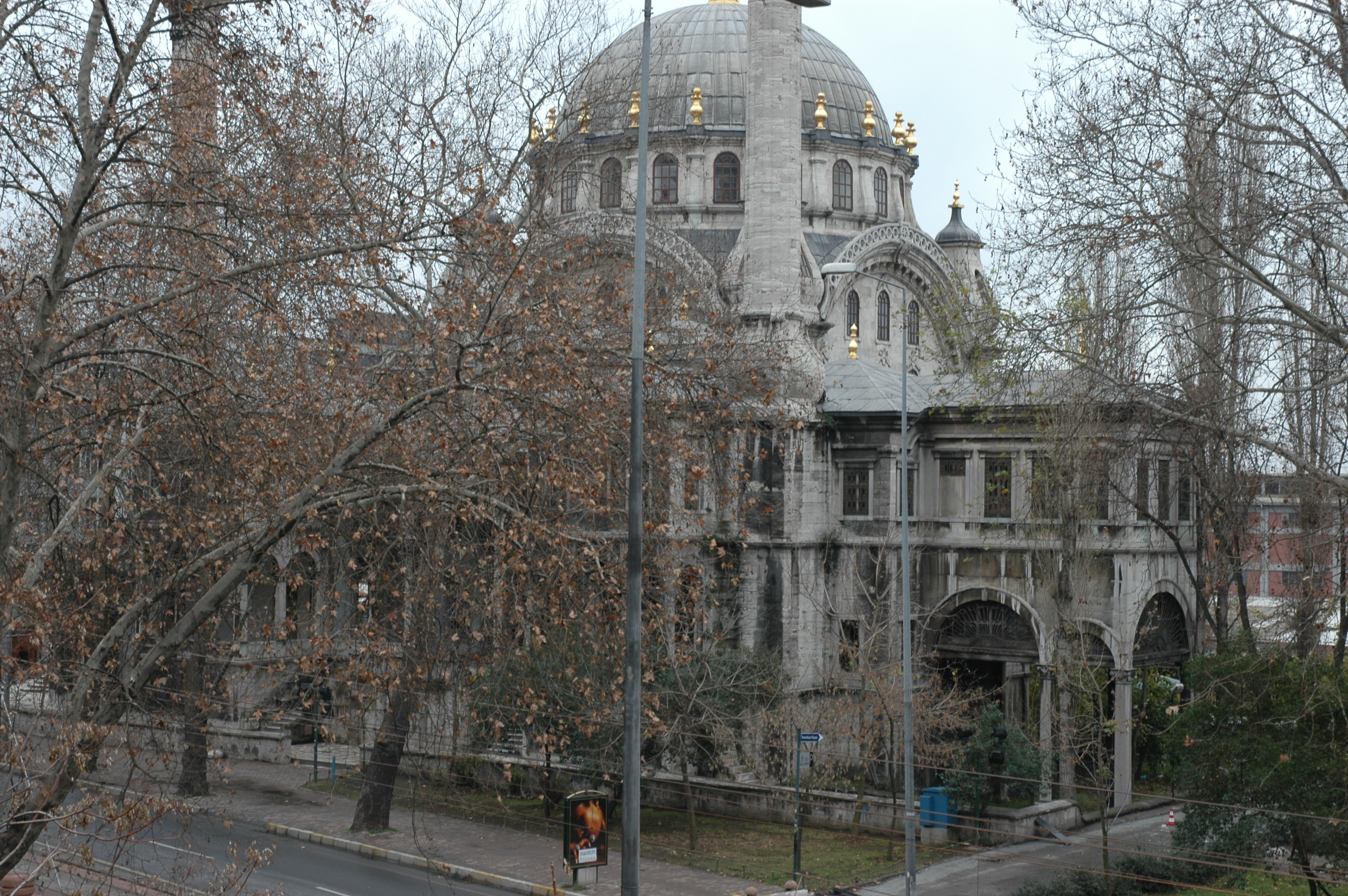
Nusretiye mosque seen from Tophane